# Буковинський сейм X скликання

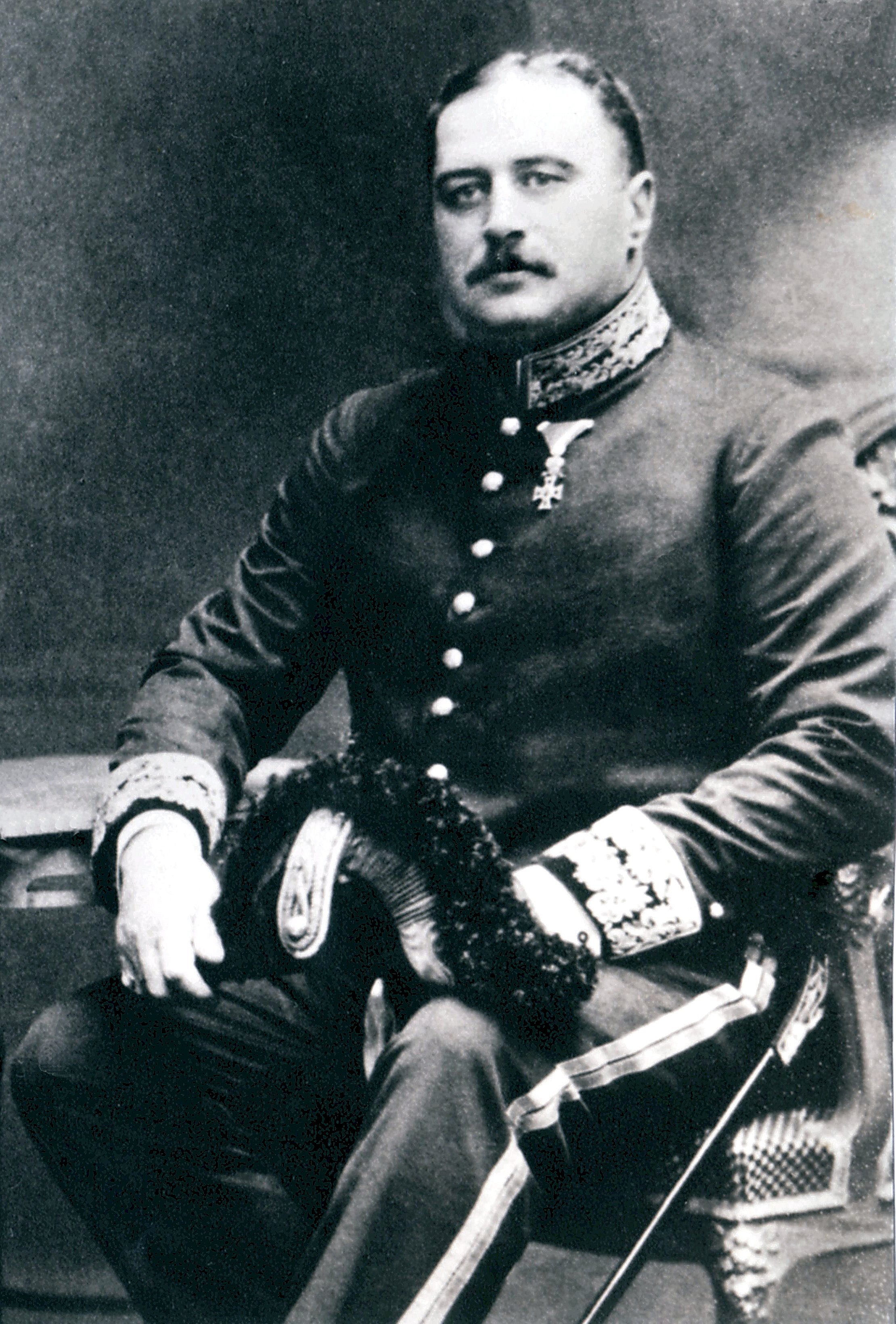
Георгій Василько фон Серетський (Маршалок Буковинського сейму Х скликання)

Буковинський сейм (нім. Bukowiner Landtag) Х скликання розпочав роботу 10 жовтня 1904 року. Закінчив 31 жовтня 1908 року.
Складався з таких груп: послів за посадою (ЗП), послів від сільських громад (СГ), послів від великих землевласників (ВЗ), послів від міст (М), послів від торгово-промислової палати (ТПП).

## Сесії
Буковинський сейм Х скликання провів чотири сесії:
I. Сесія: з 10 жовтня 1904 р. по 7 листопада 1904 р. (13 засідань)
II. Сесія: з 17 травня 1905 р. по 23 листопада 1905 р. (17 засідань)
III. Сесія: з 16 вересня 1907 р. по 7 жовтня 1907 р. (5 засідань)
IV. Сесія: з 5 жовтня 1908 р. по 31 жовтня 1908 (4 засідання)

## Склад Х скликання
| Посол                                                             | Виборча група | Регіон/Посада       | Примітки                                                     |
| ----------------------------------------------------------------- | ------------- | ------------------- | ------------------------------------------------------------ |
| Володимир Репта (нім. Vladimir von Repta)                         | ЗП            | Митрополит          |                                                              |
| Карл Зелінка (нім. Karl Zelinka)                                  | ЗП            | ректор університету |                                                              |
| Теодор Тарнавський (нім. Theodor Tharnawski)                      | ЗП            | ректор університету | замість Карла Зелінки                                        |
| Зигмунд Герцберг-Френкель (нім. Sigmund Herzberg-Fränkel)         | ЗП            | ректор університету | замість Теодора тарнавського                                 |
| Євген Ерліх (нім. Eugen Ehrlich)                                  | ЗП            | ректор університету | замість Зигмунда Герцберга-Френкеля                          |
| Георгій Василько фон Серетський (нім. Georg Wassilko von Serecki) | СГ            | Сторожинець         | маршалок Буковинського крайового сейму (Х скликання)         |
| Олександр Бубуружан (нім. Alexander Buburuzan)                    | СГ            | Ґурагумора — Солка  |                                                              |
| Філемон Калітовський (нім. Filemon Kalitowski)                    | СГ            | Заставна            |                                                              |
| Теодор Левицький (нім. Theodor Lewicki)                           | СГ            | Станівці — Вашківці |                                                              |
| Флоря Лупу (нім. Florea Lupu)                                     | СГ            | Черновіци           |                                                              |
| Артур Малек (нім. Arthur Mallek)                                  | СГ            | Серет               |                                                              |
| Микола фон Мустяца (нім. Nikolaus von Mustatza)                   | СГ            | Серет               |                                                              |
| Аурел фон Ончул (нім. Aurel von Onciul)                           | СГ            | Кимполунг           |                                                              |
| Єротей Пуляк (нім. Hiortheus Pihuliak)                            | СГ            | Кіцмань             |                                                              |
| Теофіл Сіміновіч (нім. Theofil Simionovici)                       | СГ            | Радівці             |                                                              |
| Степан Смаль-Стоцький (нім. Stefan Smal-Stockyi)                  | СГ            | Садгора             |                                                              |
| Микола фон Василько (нім. Nikolaus von Wassilko)                  | СГ            | Вижниця — Путила    |                                                              |
| Вартерес фон Прункул (нім. Warterers von Prunkul)                 | СГ            | Сучава              | відкликаний перед ІІ сесією                                  |
| Титус фон Ончул (нім. Titus von Onciul)                           | СГ            | Сучава              | склав присягу 17 травня 1905 р., відкликаний перед IV сесією |
| Діоніз фон Біан (нім. Dionys von Beyan)                           | ВЗ            |                     |                                                              |
| Мірон М. Калінеску (нім. Miron M. Calinescu)                      | ВЗ            |                     |                                                              |
| Кшиштоф Абрагамович (нім. Christof Abrahamowicz)                  | ВЗ            |                     |                                                              |
| Казімеж Богданович (нім. Kasimir Bohdanowicz)                     | ВЗ            |                     |                                                              |
| Альфред фон Галбан (нім. Alfred von Halban)                       | ВЗ            |                     |                                                              |
| Александер фон Гурмузакі (нім. Alexander von Hormuzaki)           | ВЗ            |                     |                                                              |
| Іван фон Волчинський (нім. Johann von Wolczynski)                 | ВЗ            |                     |                                                              |
| Костянтин фон Попович (нім. Constantin von Popovici)              | ВЗ            |                     | склав присягу 25 жовтня 1904 р.                              |
| Ніку фон Флондор (нім. Niku von Flondor)                          | ВЗ            |                     | склав присягу 5 жовтня 1908 р.                               |
| Каєтан Стефанович (нім. Kajetan Stefanowicz)                      | ВЗ            |                     | склав присягу 5 жовтня 1908 р.                               |
| Захаріяш Богосевич (нім. Zacharias Bohosiewicz)                   | ВЗ            |                     | відкликаний перед IV сесією                                  |
| Теодор фон Фльондор (нім. Theodor von Flondor)                    | ВЗ            |                     | помер у червні 1908 р.                                       |
| Ервін Ляндвер (нім. Erwin Landwehr)                               | М             | Радівці             |                                                              |
| Артур Штедль (нім. Arthur Stedl)                                  | М             | Серет               |                                                              |
| Бенно Штраухер (нім. Benno Straucher)                             | М             | Чернівці            |                                                              |
| Йозеф Вайденфельд (нім. Josef Weidenfeld)                         | М             | Сучава              |                                                              |
| Йозеф Вайдман (нім. Josef Wiedmann)                               | М             | Черновіци           |                                                              |
| Фрідріх Лянгенган (нім. Friedrich Langenhan)                      | ТПП           |                     |                                                              |
| Вільгельм Тітінгер (нім. Wilhelm Tittinger)                       | ТПП           |                     |                                                              |